# Campionato europeo delle nazioni 1999-2000 (rugby a 15)
Il Campionato europeo delle nazioni 1999-2000 (in francese Championnat d'Europe des nations 1999-2000) fu la 1ª edizione del campionato europeo delle nazioni, la 36ª edizione del torneo internazionale organizzato dalla FIRA ‒ Associazione Europea di Rugby e, relativamente alla sua prima divisione, il 32º campionato europeo di rugby a 15.
Si tenne dal 6 febbraio 2000 al 2 aprile 2000 tra 5 squadre che si affrontarono con la formula del girone unico con gare di sola andata.
Esso faceva seguito alla ristrutturazione della ex F.I.R.A., fino al 1999 formalmente una federazione internazionale alternativa all'International Rugby Football Board e, da tale data, a pieno titolo confederazione continentale in ambito solamente europeo con il nome di FIRA ‒ Associazione Europea di Rugby o FIRA-AER.
Rispetto all'ultima edizione valida per il titolo disputata, quella del 1995-97 che aveva visto l'Italia prevalere in finale sulla Francia, il torneo ristrutturato vide la definitiva uscita di tali due squadre, ormai dedite a tempo pieno al Sei Nazioni (al quale l'Italia era stata ammessa due anni prima).
La FIRA-AER disaffiliò le squadre extraeuropee, indirizzandole presso le proprie confederazioni continentali di appartenenza, anche se per l'edizione di torneo in oggetto mantenne Marocco e Tunisia come ospiti senza classifica.
Per via del fatto che la prima divisione della nuova competizione coinvolgeva le migliori squadre europee immediatamente alle spalle di quelle del Sei Nazioni (le citate Francia e Italia più Galles, Inghilterra, Irlanda e Scozia), essa fu giornalisticamente ribattezzata «Cinque Nazioni B» e, successivamente, «Sei Nazioni B»; il parallelismo è favorito anche dal fatto che il torneo si tiene dal 2000 con la stessa modalità e negli stessi fine settimana del Sei Nazioni, anche se non esiste alcuna correlazione tra le organizzazioni delle due competizioni (il Sei Nazioni è un torneo privato di proprietà di un consorzio detenuto paritariamente dalle sei federazioni che vi prendono parte).
La composizione delle divisioni fu determinata dal torneo preliminare che si tenne un anno prima tra le squadre di terza e quarta divisione europea.
A vincere il campionato fu la Romania, per la prima volta nella nuova versione e per la sesta volta assoluta, di fronte alla Spagna.
Non vi furono retrocessioni, ma solo avanzamenti, per portare la prima divisione a 6 squadre nella stagione successiva: fu la Russia a raggiungere le altre cinque squadre d'élite, mentre Polonia e Rep. Ceca avanzarono in seconda divisione.

## Squadre partecipanti
| 1ª divisione | 2ª divisione | 3ª divisione | 4ª divisione | 4ª divisione | 4ª divisione |
| 1ª divisione | 2ª divisione | 3ª divisione | Girone A     | Girone B     | Girone C     |
| ------------ | ------------ | ------------ | ------------ | ------------ | ------------ |
| Georgia      | Croazia      | Belgio       | Andorra      | Bulgaria     | Lituania     |
| Paesi Bassi  | Danimarca    | Lettonia     | Austria      | Israele      | Lussemburgo  |
| Portogallo   | Germania     | Polonia      | Monaco       | Jugoslavia   | Norvegia     |
| Romania      | Russia       | Rep. Ceca    | Slovenia     | Moldavia     | Svezia       |
| Spagna       | Ucraina      | Svizzera     | Ungheria     |              |              |

## 1ª divisione

### 1ª giornata
| Arbitro: | Rossano Faccioli |

|                                 |      |          |
| Frechilla León Salazár Zapatero | mt   | Philpott |
| Kovalenko Martínez              | tr   |          |
| Kovalenko (3)                   | c.p. | Hannay   |

| Arbitro: | Jean-Pierre Pellaprat |

|              |      |                                       |
|              | mt   | Giorgadze Khekhelashvili Tsabadze (2) |
|              | tr   | Urjukashvili (3)                      |
| Teixeira (9) | c.p. | Urjukashvili (2)                      |
| Teixeira     | drop |                                       |

### 2ª giornata
| Arbitro: | Bernd Gabbei |

|           |      |                                       |
| Winkel    | mt   | Corodeanu Drăguceanu Dumitru (2) Mitu |
| v.d. Loos | tr   | Mitu (4)                              |
| v.d. Loos | c.p. | Mitu (2)                              |

| Arbitro: | Daniel Gillet |

|                         |      |               |
|                         | mt   | Mata          |
|                         | tr   | Kovalenko     |
| Mourão (4) Teixeira (3) | c.p. | Kovalenko (4) |

### 3ª giornata
| Arbitro: | Claudio Giacomel |

|                                           |      |                                               |
| Astarloa B. del Valle Frechilla (2) Souto | mt   | Abashidze Labadze Mtchedlishvili Tsabadze (2) |
| Martínez (4)                              | tr   | Iurini Urjukashvili                           |
| Martínez                                  | c.p. | Urjukashvili                                  |

| Arbitro: | Daniel Dartigeas |

|                                        |      |          |
| Mersoiu Petrache Sirbu Toniţă Vioreanu | mt   |          |
| Mitu                                   | tr   |          |
| Mitu                                   | c.p. | Teixeira |

### 4ª giornata
| Arbitro: | Salvatore de Falco |

|                                                                      |      |            |
| Abuseridze Giorgadze J̌imsheladze Kavtarahvili (2) Labadze Zedginidze | mt   |            |
| Iurini J̌imsheladze (2)                                               | tr   |            |
|                                                                      | c.p. | Hannay (2) |

| Arbitro: | Giovanni Morandin |

|                            |      |              |
| Dumitru Gontineac Vioreanu | mt   |              |
| Mitu (2)                   | tr   |              |
| Mitu (2)                   | c.p. | Martínez (2) |

### 5ª giornata
| Arbitro: | Daniel Pruvot |

|                        |      |                 |
| Kavtarahvili Nadiradze | mt   | Brezoianu Sirbu |
| J̌imsheladze (2)        | tr   | Mitu (2)        |
| J̌imsheladze (2)        | c.p. | Mitu (2)        |
|                        | drop | Tofan           |

| Amsterdam 2 aprile 2000, ore 15 UTC+2                       | Paesi Bassi | 13 – 11 referto | Portogallo | Nationaal Rugby Centrum |
| v.d. Pol mt Murinelo tr Hannay Hannay (2) c.p. Teixeira (2) |             |                 |            |                         |
|                                                             |             |                 |            |                         |
| v.d. Pol                                                    | mt          | Murinelo        |            |                         |
|                                                             | tr          | Hannay          |            |                         |
| Hannay (2)                                                  | c.p.        | Teixeira (2)    |            |                         |

#### Classifica
| Pos | Squadra     | G | V | N | P | PF  | PS  | DP  | Pt |
| --- | ----------- | - | - | - | - | --- | --- | --- | -- |
| 1   | Romania     | 4 | 4 | 0 | 0 | 120 | 39  | +81 | 12 |
| 2   | Spagna      | 4 | 2 | 0 | 2 | 94  | 86  | +8  | 8  |
| 3   | Georgia     | 4 | 2 | 0 | 2 | 125 | 95  | +30 | 8  |
| 4   | Paesi Bassi | 4 | 1 | 0 | 3 | 37  | 124 | −87 | 6  |
| 5   | Portogallo  | 4 | 1 | 0 | 3 | 65  | 97  | −32 | 6  |

## 2ª divisione
| Data       | Incontro             | Risultato | Sede        |
| ---------- | -------------------- | --------- | ----------- |
| 18-9-1999  | Russia — Ucraina     | 71-5      | Krasnojarsk |
| 24-10-1999 | Danimarca — Ucraina  | 19-23     | Aalborg     |
| 13-11-1999 | Croazia — Danimarca  | 42-13     | Macarsca    |
| 2-4-2000   | Ucraina — Germania   | 17-20     | Odessa      |
| 16-4-2000  | Russia — Germania    | 89-6      | Krasnodar   |
| 30-4-2000  | Germania — Croazia   | 11-40     | Rottweil    |
| 7-5-2000   | Germania — Danimarca | 19-39     | Varel       |
| 13-5-2000  | Danimarca — Russia   | 7-104     | Copenaghen  |
| 14-5-2000  | Croazia — Ucraina    | 25-9      | Spalato     |
| 14-5-2000  | Russia — Croazia     | 3-0       | per forfait |

|  | Classifica | G | V | N | P | PF  | PS  | P±   | PT |
|  | ---------- | - | - | - | - | --- | --- | ---- | -- |
|  | Russia     | 4 | 4 | 0 | 0 | 267 | 18  | +249 | 12 |
|  | Croazia    | 4 | 3 | 0 | 1 | 105 | 36  | +69  | 9  |
|  | Ucraina    | 4 | 1 | 0 | 3 | 54  | 135 | -81  | 6  |
|  | Danimarca  | 4 | 1 | 0 | 3 | 78  | 188 | -110 | 6  |
|  | Germania   | 4 | 1 | 0 | 3 | 56  | 183 | -127 | 6  |

## 3ª divisione
| Data       | Incontro             | Risultato | Sede      |
| ---------- | -------------------- | --------- | --------- |
| 2-10-1999  | Polonia — Lettonia   | 41-8      | Danzica   |
| 16-10-1999 | Svizzera — Rep. Ceca | 18-22     | Nyon      |
| 16-10-1999 | Belgio — Polonia     | 14-43     | Bruxelles |
| 13-11-1999 | Svizzera — Lettonia  | 10-5      | Ginevra   |
| 4-3-2000   | Belgio — Svizzera    | 18-11     | Bruxelles |
| 1-4-2000   | Polonia — Svizzera   | 15-8      | Varsavia  |
| 15-4-2000  | Rep. Ceca — Belgio   | 28-23     | Praga     |
| 7-5-2000   | Lettonia — Rep. Ceca | 19-30     | Riga      |
| 13-5-2000  | Lettonia — Belgio    | 40-10     | Riga      |
| 20-5-2000  | Rep. Ceca — Polonia  | 39-13     | Praga     |

|  | Classifica | G | V | N | P | PF  | PS  | P±  | PT |
|  | ---------- | - | - | - | - | --- | --- | --- | -- |
|  | Rep. Ceca  | 4 | 4 | 0 | 0 | 119 | 73  | +46 | 12 |
|  | Polonia    | 4 | 3 | 0 | 1 | 112 | 69  | +43 | 10 |
|  | Svizzera   | 4 | 1 | 0 | 3 | 47  | 60  | -13 | 6  |
|  | Lettonia   | 4 | 1 | 0 | 3 | 72  | 91  | -19 | 6  |
|  | Belgio     | 4 | 1 | 0 | 3 | 65  | 122 | -57 | 6  |

## 4ª divisione

### Girone A
| Data       | Incontro            | Risultato | Sede     |
| ---------- | ------------------- | --------- | -------- |
| 16-10-1999 | Ungheria — Slovenia | 3-27      | Budapest |
| 30-10-1999 | Slovenia — Andorra  | 16-3      | Andorra  |
| 6-11-1999  | Monaco — Ungheria   | 22-7      | Mentone  |
| 5-2-2000   | Monaco — Andorra    | 10-14     | Monaco   |
| 26-2-2000  | Andorra — Ungheria  | 32-10     | Andorra  |
| 25-3-2000  | Austria — Monaco    | 9-5       | Vienna   |
| 1-4-2000   | Austria — Slovenia  | 12-24     | Vienna   |
| 15-4-2000  | Slovenia — Monaco   | 26-3      | Lubiana  |
| 29-4-2000  | Ungheria — Austria  | 48-18     | Budapest |
| 13-5-2000  | Andorra — Austria   | 21-12     | Andorra  |

|  | Classifica | G | V | N | P | PF | PS | P±  | PT |
|  | ---------- | - | - | - | - | -- | -- | --- | -- |
|  | Slovenia   | 4 | 4 | 0 | 0 | 93 | 21 | +72 | 12 |
|  | Andorra    | 4 | 3 | 0 | 1 | 70 | 48 | +22 | 10 |
|  | Monaco     | 4 | 1 | 0 | 3 | 40 | 56 | -16 | 6  |
|  | Ungheria   | 4 | 1 | 0 | 3 | 68 | 99 | -31 | 6  |
|  | Austria    | 4 | 1 | 0 | 3 | 51 | 98 | -47 | 6  |

### Girone B
| Data      | Incontro              | Risultato | Sede     |
| --------- | --------------------- | --------- | -------- |
| 2-4-2000  | Jugoslavia — Moldavia | 17-3      | Belgrado |
| 30-4-2000 | Moldavia — Israele    | 20-14     | Chișinău |
| 30-4-2000 | Bulgaria — Jugoslavia | 6-33      | Sofia    |
| 7-5-2000  | Moldavia — Bulgaria   | 39-12     | Chișinău |
| 14-5-2000 | Israele — Jugoslavia  | 3-17      | Herzliya |
| 21-5-2000 | Israele — Bulgaria    | 37-16     | Herzliya |

|  | Classifica | G | V | N | P | PF | PS  | P±  | PT |
|  | ---------- | - | - | - | - | -- | --- | --- | -- |
|  | Jugoslavia | 3 | 3 | 0 | 0 | 67 | 12  | +55 | 9  |
|  | Moldavia   | 3 | 2 | 0 | 1 | 62 | 43  | +19 | 7  |
|  | Israele    | 3 | 1 | 0 | 2 | 54 | 53  | +1  | 5  |
|  | Bulgaria   | 3 | 0 | 0 | 3 | 34 | 109 | -75 | 3  |

### Girone C
| Data       | Incontro               | Risultato | Sede        |
| ---------- | ---------------------- | --------- | ----------- |
| 23-10-1999 | Svezia — Lussemburgo   | 34-8      | Lund        |
| 15-4-2000  | Lussemburgo — Norvegia | 78-12     | Cessange    |
| 29-4-2000  | Svezia — Norvegia      | 91-0      | Vänersborg  |
| 13-5-2000  | Lussemburgo — Lituania | 40-6      | Lussemburgo |
| 27-5-2000  | Norvegia — Lituania    | 8-49      | Oslo        |
|            | Lituania — Svezia      | 0-3       | per forfait |

|  | Classifica  | G | V | N | P | PF  | PS  | P±   | PT |
|  | ----------- | - | - | - | - | --- | --- | ---- | -- |
|  | Svezia      | 3 | 3 | 0 | 0 | 131 | 8   | +123 | 9  |
|  | Lussemburgo | 3 | 2 | 0 | 1 | 126 | 52  | 74   | 7  |
|  | Lituania    | 2 | 1 | 0 | 1 | 55  | 54  | 1    | 4  |
|  | Norvegia    | 3 | 0 | 0 | 3 | 20  | 218 | -198 | 3  |

## Incontri fuori classifica
All'epoca della trasformazione da federazione alternativa all'IRFB a sua filiazione europea, la FIRA-AER stava progressivamente disaffiliando le sue associate extracontinentali; in particolare Marocco e Tunisia, associate della prima ora della confederazione africana, erano in attesa dell'istituzione da parte di quest'ultima del proprio campionato continentale.
In attesa della partenza di tale torneo, le due squadre furono ammesse a disputare incontri amichevoli (il Marocco con squadre di prima divisione e la Tunisia con squadre di terza divisione) in coincidenza dei turni di riposo di queste ultime.

### 1ª divisione
| Data      | Incontro              | Risultato | Sede          |
| --------- | --------------------- | --------- | ------------- |
| 6-2-2020  | Marocco — Romania     | 18-10     | Casablanca    |
| 20-2-2000 | Georgia — Marocco     | 20-10     | Saint-Gaudens |
| 4-3-2000  | Marocco — Paesi Bassi | 44-15     | Amsterdam     |
| 19-3-2000 | Portogallo — Marocco  | 9-3       | Lisbona       |
| 2-4-2000  | Spagna — Marocco      | 15-19     | Albacete      |

### 2ª divisione
| Data      | Incontro            | Risultato | Sede   |
| --------- | ------------------- | --------- | ------ |
| 18-3-2000 | Belgio — Tunisia    | 12-9      | Mons   |
| 25-3-2000 | Tunisia — Lettonia  | 31-20     | Tunisi |
| 1-4-2000  | Tunisia — Rep. Ceca | 33-3      | Tunisi |
| 15-4-2000 | Tunisia — Svizzera  | 40-6      | Tunisi |
| 6-5-2000  | Tunisia — Polonia   | 42-0      | Tunisi |